# Tulung Selapan Ilir
Tulung Selapan Ilir is een bestuurslaag in het regentschap Ogan Komering Ilir van de provincie Zuid-Sumatra, Indonesië. Tulung Selapan Ilir telt 7196 inwoners (volkstelling 2010).